# Alkere, Kunigal
Alkere là một làng thuộc tehsil Kunigal, huyện Tumkur, bang Karnataka, Ấn Độ.